# ایکس‌باکس وان
اکس‌باکس وان (به انگلیسی: Xbox One) کنسول بازی ویدئویی خانگی معرفی شده توسط مایکروسافت در ۲۱ مه ۲۰۱۳ و از نسل هشتم کنسول‌ها است. این سومین کنسول بازی اکس‌باکس و جانشین اکس‌باکس ۳۶۰ به‌شمار می‌رود.
این کنسول همچنین دارای کینکت ۱٫۰۰ است برنامه‌ریزی‌ها بر این بود که اکس‌باکس وان نخست در ۲۱ اکتبر ۲۰۱۳ در امریکای شمالی، شماری از کشورهای اروپایی، استرالیا و کره جنوبی و سپس در ۲۸ اکتبر ۲۰۱۳ در ژاپن و دیگر کشورهای اروپایی به فروش برسد.
اکس‌باکس وان در نسل ۸ کنسول‌های بازی ویدئویی با پلی‌استیشن ۴ شرکت سونی و نینتندو سوئیچ به رقابت می‌پردازد و فروش کلی کنسول تا سال ۲۰۱۸ در جهان حدود ۷۸ میلیون کنسول بوده‌است. این کنسول از پردازنده ۴ هسته‌ای جگوار ساخت شرکت ای‌ام‌دی استفاده می‌کند و توان اجرای بازی‌ها بر روی رزولوشن ۴۹۸۰ بر فریم ریت ۶۰ ثانیه را داراست و همچنین این کنسول از شنیدن فرمان‌ها صوتی توسط کینکت ۱٫۰۰ پشتیبانی می‌کند و همچنین دستیارهای هوشمند گوگل اسیستنت و کورتانا و الکسا آمازون بر روی این کنسول برای کاربران قابل دسترس هستند.
این کنسول توان پخش فیلم بلوری و وضوح ۴کی را داراست. دسته این کنسول نسبت به نسل قبل تغییرات چشمگیری داشته‌است به طوری که دسته کوچک‌تر شده و خوش فرم‌تر به نظر می‌رسد و دسته این کنسول توسط کابل یا بلوتوث با کامپیوتر و گوشی‌های هوشمند سازگار است.
اکس‌باکس وان به دلیل طراحی کنترلر تصفیه شده، ویژگی‌های چندرسانه‌ای و ناوبری صوتی، نظرات مثبتی دریافت کرد. از طراحی آرام و خنک‌تر آن بخاطر قابل اعتماد بودن این کنسول نسبت به نسخه قبلی خود قدردانی شد، اما این کنسول معمولاً به دلیل اجرای بازی‌ها در سطح گرافیکی فنی پایین‌تر از پلی استیشن ۴ مورد انتقاد قرار گرفت. اگرچه دگرگونی‌های ایجاد شده در آن و سایر جنبه‌های نرم‌افزار کنسول پس از راه اندازی با استقبال مثبتی روبرو شد. کینکت آن بخاطر بهبود دقت ردیابی حرکت، ورود به سیستم تشخیص چهره و فرمان صوتی مورد ستایش قرار گرفت.

## بازی‌ها
- فهرست بازی‌های انحصاری اکس‌باکس وان
- فهرست بازی‌های اکس‌باکس وان

## تجدیدنظر سخت‌افزاری

### اکس‌باکس وان اس
در ۱۳ ژوئن ۲۰۱۶ و در طی نمایشگاه رسانه و تجارت ای۳ ۲۰۱۶، مایکروسافت از کنسول جدید خود با عنوان اکس‌باکس وان اس رونمایی کرد. این کنسول یک نسخه اصلاح شده از سخت‌افزار اکس‌باکس وان اولیه است که طراحی آن ۴۰٪ کوچکتر شده، توان پردازندهٔ گرافیکی کمی بیشتر شده و به ۱٫۴۰ ترا فلاپ رسیده، از پایه برای قرار گرفتن به صورت عمودی پشتیبانی می‌کند، این نسخه دیگر نیاز به منبع تغذیه خارجی ندارد و دارای منبع تغذیه داخلی خواهد بود، به علاوه پشتیبانی از وضوح ۴کی و تصویربرداری دامنه دینامیک بالا است. این مدل جدید درگاه جداگانه برای اتصال به کینکت ندارد و برای استفاده از کینکت باید از آداپتور یواس‌بی جداگانه‌ای استفاده شود که بدون پرداخت هزینه اضافی برای صاحبان کینکت در دسترس خواهد بود.
اکس‌باکس وان اس در ظرفیت‌های ۵۰۰ گیگابایت، ۱ ترابایت و نسخه ویژه ۲ ترابایتی و به ترتیب قیمت‌های ۲۹۹، ۳۴۹ و ۳۹۹ دلار در اوایل اوت ۲۰۱۶ عرضه شده‌است

#### اکس‌باکس وان اس تمام-دیجیتال
در ۱۶ آوریل ۲۰۱۹، مایکروسافت از پیکربندی «تمام-دیجیتال» اکس‌باکس وان اس با نام Xbox One S All-Digital Edition رونمایی کرد که فاقد درایو دیسک بلوری بود. این کنسول یک مدل ۱ ترابایتی داشت که با قیمت ۲۴۹ دلار آمریکا به فروش می‌رسید و ۳ بازی فورتزا هورایزن ۳، ماینکرفت و دریای دزدان به‌طور پیش‌فرض در آن قرار داشت. این کنسول در ۷ مه ۲۰۱۹ عرضه شد و تولید آن در ژوئیه ۲۰۲۰ متوقف شد.

### اکس‌باکس وان اکس
در جریان نمایشگاه رسانه و تجارت ای۳ ۲۰۱۷، مایکروسافت مدل میان نسلی از اکس‌باکس وان با نام اکس‌باکس وان اکس را معرفی کرد؛ این کنسول از پردازنده مرکزی ۲٫۳ گیگاهرتزی و پردازندهٔ گرافیکی ۶ ترافلاپسی با فرکانس ۱۱۷۲ مگاهرتز استفاده می‌کند و ۱۲ گیگابایت حافظه رم از نوع GDDR5 دارد که از این مقدار، ۹ گیگابایت در دسترس بازی‌ها قرار می‌گیرد و ۳ گیگابایت نیز در اختیار سیستم‌عامل است، این کنسول به لطف بهره گیره از توان پردازشی ارتقا یافته و سخت‌افزار قدرتمند از جمله پهنای باند بیشتر (معادل ۳۲۶ گیگابایت بر ثانیه) قادر است تا بازی‌ها را در وضوح 4K بومی(Native 4K) و با گرافیک بهبود یافته اجرا کند؛ همچنین می‌تواند با بهره‌گیری از قابلیت backwards compatibility بازی‌های نسل ششم و هفتم کنسول‌های اکس باکس را نیز اجرا کند - بازی‌هایی که از قابلیت‌های این کنسول بهره می‌برند با نام Xbox One X Enhanced شناخته می‌شوند و ممکن است از قابلیت HDR، جزئیات گرافیکی بهبود یافته، یا وضوح و نرخ فریم بیشتر برخوردار باشند - این کنسول با حافظه داخلی یک ترابایتی و با قیمت ۴۹۹٫۹۹ دلار عرضه شده‌است.